# Журавниківська сільська рада
Жура́вниківська сільська́ ра́да — адміністративно-територіальна одиниця та орган місцевого самоврядування в Горохівському районі Волинської області. Адміністративний центр — село Журавники.

## Загальні відомості
Журавниківська сільська рада утворена в 1954 році.
- Територія ради: 21,43 км²
- Населення ради: 1125 осіб (станом на 2001 рік). Кількість дворів — 379.
- Територією ради протікає річка Липа

## Населені пункти
Сільраді підпорядковані населені пункти:
- с. Журавники
- с. Волиця-Дружкопільська

Від 26 вересня 2018 року до сільської ради підпорядковано с. Сільце.

## Населення
Згідно з переписом УРСР 1989 року чисельність наявного населення сільської ради становила 1120 осіб, з яких 534 чоловіки та 586 жінок.
За переписом населення України 2001 року в сільській раді мешкало 1119 осіб.

### Мова
Розподіл населення за рідною мовою за даними перепису 2001 року:
| Мова       | Відсоток |
| ---------- | -------- |
| українська | 98,93 %  |
| вірменська | 0,53 %   |
| молдовська | 0,27 %   |
| гагаузька  | 0,09 %   |
| російська  | 0,09 %   |

## Господарська діяльність
В Журавниківській сільській раді працює 2 школи: 1 початкових і 1 неповна середня, будинок культури, бібліотека, 1 дитячий садок, 3 медичні заклади, 1 відділення зв'язку, 2 АТС на 57 номерів, 7 торговельних закладів.
На території сільської ради розташований Свято-Дмитріївський храм (с. Журавники, 1905 рік).
По території сільської ради проходять Н17, О030214.

## Склад ради
Рада складається з 12 депутатів та голови.
- Голова ради: Сойко Віталій Євгенович

### Керівний склад попередніх скликань
| Прізвище, ім'я, по батькові | Основні відомості                                                                                              | Дата обрання | Дата звільнення |
| --------------------------- | --- | ------------ | --------------- |
| Цикман Володимир Петрович   | Сільський голова, 1959 року народження                                                                         | 26.03.2006   | 31.10.2010      |
| Сойко Віталій Євгенович     | Сільський голова, 1971 року народження, освіта вища, член Всеукраїнського об'єднання «Свобода»                 | 31.10.2010   | 25.10.2015      |
| Сойко Віталій Євгенович     | Сільський голова, 1971 року народження, освіта вища, член політичної партії Всеукраїнське об'єднання «Свобода» | 25.10.2015   |                 |

Примітка: таблиця складена за даними сайту Верховної Ради України та ЦВК

### Депутати VII скликання
За результатами місцевих виборів 2015 року депутатами ради стали:

#### За суб'єктами висування
| Суб'єкт висування                                          | Кількість обраних депутатів | %     |
| ---------------------------------------------------------- | --------------------------- | ----- |
| Самовисування                                              | 11                          | 91.67 |
| Політична партія «Українське Об'єднання патріотів — УКРОП» | 1                           | 8.33  |

#### За округами
| № округу | Прізвище, ім'я, по батькові     | Ким висунуто                                               | Дата нар.  | Освіта              | Партійна приналежність | Відомості                                                |
| -------- | ------------------------------- | ---------------------------------------------------------- | ---------- | ------------------- | ---------------------- | -------------------------------------------------------- |
| 1        | Степко Іван Петрович            | Самовисування                                              | 20.05.1985 | загальна середня    | безпартійний           | ПРАТ «Галиччина», водій автонавантажувача                |
| 2        | Буймиструк Олена Володимирівна  | Самовисування                                              | 01.11.1970 | вища                | безпартійна            | Горохівський районний центр ПМСД, головний бухгалтер     |
| 3        | Галущак Андрій Ярославович      | Самовисування                                              | 17.07.1973 | вища                | безпартійний           | ЗОШ 1-2ст. с. Журавники, вчитель                         |
| 4        | Лись Леонтій Олександрович      | Самовисування                                              | 06.08.1955 | вища                | безпартійний           | пенсіонер                                                |
| 5        | Ковальчук Лариса Аркадіївна     | Самовисування                                              | 09.07.1968 | професійно-технічна | безпартійна            | Журавниківська сільська рада, спеціаліст- землевпорядник |
| 6        | Шеремета Світлана Володимирівна | ПОЛІТИЧНА ПАРТІЯ «УКРАЇНСЬКЕ ОБ'ЄДНАННЯ ПАТРІОТІВ — УКРОП» | 16.08.1964 | вища                | безпартійна            | ЗОШ 1-2ст. с. Журавники, директор                        |
| 7        | Новак Володимир Петрович        | Самовисування                                              | 13.08.1967 | професійно-технічна | безпартійний           | Не працює                                                |
| 8        | Дудар Ярослав Михайлович        | Самовисування                                              | 17.03.1955 | вища                | безпартійний           | пенсіонер                                                |
| 9        | Гаврилюк Валентина Андріївна    | Самовисування                                              | 14.08.1965 | професійно-технічна | безпартійна            | Журавниківська сільська рада, секретар                   |
| 10       | Яремчук Галина Володимирівна    | Самовисування                                              | 14.04.1975 | професійно-технічна | безпартійна            | по догляду за дитиною-інвалідом                          |
| 11       | Довгайчук Надія Василівна       | Самовисування                                              | 21.11.1966 | професійно-технічна | безпартійна            | Будинок культури село Жураники, директор                 |
| 12       | Босий Борис Степанович          | Самовисування                                              | 06.06.1967 | вища                | безпартійний           | СВК «Журавники», технолог по вирощуванню зернове культур |